# 虢宣公
虢宣公（?—?），姬姓，虢季氏，名子白，西周时期西虢国君主。

## 生平
前816年，周宣王派虢季子白率军攻打猃狁，在洛水北岸大败猃狁，斩首500人，俘获50人。虢季子白在班师回朝举行献俘礼时，又命属下不其（一说不其为秦庄公）率兵追击败退至洛水的猃狁，取得胜利。此战过后西周解除了猃狁之患，周宣王在太庙为虢季子白举行了隆重的庆典来表彰他的功绩，赏赐他马匹、弓箭、彤矢和斧钺并赐予其征讨蛮夷的权力。

## 金文的考证
陈世辉考证虢宣公子白鼎中的虢宣公子白即虢季子白盘中的虢季子白。王国维考证《虢季子白盘铭文》与周宣王时的“十二年正月朔三日”吻合，断定虢季子白盘铸造于周宣王时期。郭沫若根据《后汉书·卷八十七·西羌传》中的记载“夷王衰弱，荒服不朝，乃命虢公率六师伐太原之戎，至于俞泉，获马千匹。”推断虢季子白盘铸造于周夷王时期。也有虢季子白为虢宣公之子、虢季子白为虢文公的观点。